# گمون والا
گمون والا (به انگلیسی: Gamoon wala) یک روستا در پاکستان است که در ناحیه مظفرگره واقع شده‌است.